# The Appointments of Dennis Jennings
The Appointments of Dennis Jennings ist eine kurze US-amerikanische Filmkomödie von Dean Parisot aus dem Jahr 1988. Parisot wurde gemeinsam mit dem Produzenten des Films Steven Wright, mit und für den Film mit einem Oscar ausgezeichnet.

## Handlung
Der introvertierte Dennis Jennings ist ein Tagträumer. Er arbeitet als Kellner und hat eine etwas zurückgebliebene Freundin, Emma. Dennis will sich aus seiner geistigen Isolation befreien und sucht den Psychiater Dr. Schooner auf, der allerdings nicht wirklich an den Problemen seines Klienten interessiert zu sein scheint. Dennis findet jedoch heraus, dass sein Psychiater seine Probleme mit einer Gruppe von Studenten erläutert und sich dabei über seinen Patienten lustig macht. 
Als Jennings dann nach einer Weile auch noch erkennen muss, dass Emma ihn mit Schooner betrügt, hat er von allem genug. Er jagt den Psychiater in einen Wald und erschießt ihn. Er wird für seine Tat verurteilt und trifft im Gefängnis abermals auf einen Psychiater, der völlig desinteressiert ist.

## Veröffentlichung
Uraufgeführt wurde der Film am 7. September 1988 auf dem Boston Film Festival.

## Auszeichnung
Oscarverleihung 1989
- Auszeichnung in der Kategorie Bester Kurzfilm